# Conus kuiperi
Conus kuiperi is een in zee levende slakkensoort de familie Conidae. Conus kuiperi werd in 2006 beschreven door Robert Moolenbeek. Net zoals alle soorten binnen het geslacht Conus zijn deze slakken roofzuchtig en giftig. Zij bezitten een harpoenachtige structuur waarmee ze hun prooi kunnen steken en verlammen.